# La Poste du Bénin
La Poste du Bénin (Почта Бенина) — государственная организация, отвечающая за почтовую связь в Бенине.

## Описание
Компания находится в ведении Министерства связи и продвижения новых технологий Бенина. Её штаб-квартира расположена в Котону.
Бенин является государством-участником Всемирного почтового Союза с 27 апреля 1961 года, а также Западноафриканской почтовой конференции.

## История
На территории нынешнего Бенина государственная служба почт, телеграфов и телефонов (фр. Postes, télégraphes et téléphones, сокращённо P. T. T.) была учреждена 1 июля 1890 года в Порто-Ново. Впоследствии, 19 декабря 1959 года, было учреждено Управление почт и телекоммуникаций (Office des postes et télécommunications, OPT).
В результате разделения Управления почт и телекоммуникаций указом № 2004—365 от 28 июня 2004 года была учреждена государственная компания «Ля Пост дю Бенин С. А.» (La Poste du Bénin S. A.).